# Turchia ai Giochi della XXI Olimpiade
La Turchia partecipò ai Giochi della XXI Olimpiade che si sono svolti a Montréal dal 17 luglio al 1º agosto 1976, con una delegazione di 27 atleti impegnati in 8 discipline per un totale di 27 competizioni.
Fu la tredicesima partecipazione della Turchia ai Giochi estivi. Non fu conquistata nessuna medaglia.